# Station Praha-Libeň
Station Praha-Libeň is een spoorwegstation in de Tsjechische hoofdstad Praag in het stadsdeel Libeň. Het station werd geopend in 1877 als station Libeň, toen het nog een zelfstandige plaats was.
In het najaar van 1989 vertrokken vanaf dit station de treinen die gevluchte inwoners uit de DDR, die via de West-Duitse ambassade in Praag probeerde de BRD te bereiken, naar West-Duitsland brachtten. De reis naar het Westen verliep via Oost-Duits grondgebied.

## Bediening
Sneltreinen tussen Praha hlavní nádraží, Pardubice en Havlíčkův Brod stoppen op dit station. Daarnaast halteren hier verschillende lijnen van de Esko Praha, een netwerk van stads- en voorstadstreinen:
- S1 Praha Masarykovo nádraží - Kolín
- S7 Beroun - Praha hlavní nádraží - Úvaly
- S41 Roztoky u Prahy - Praha-Hostivař

### Ander openbaar vervoer
Station Libeň kent geen overstap op de metro van Praag. Wel kan men er overstappen op tramlijnen  8 en 25 alsmede enkele buslijnen.
Kolín · Kolín dílny · Starý Kolín · Záboří nad Labem · Týnec nad Labem · Kojice · Chvaletice · Řečany nad Labem · Lhota pod Přeloučí · Přelouč · Valy u Přelouče · Pardubice-Opočínek · Pardubice-Svítkov · Pardubice hlavní nádraží · Pardubice-Pardubičky · Pardubice-Černá za Bory · Kostěnice · Moravany · Uhersko · Sedlíšťka · Zámrsk · Dobříkov u Chocně · Sruby · Choceň · Brandýs nad Orlicí · Bezpráví · Ústí nad Orlicí · Ústí nad Orlicí město · Dlouhá Třebová · Česká Třebová